# Ан-Нас
Сура Ан-Нас (на арабски: سورة الناس), „Хората“, е 114-а и последна сура от Корана, Свещената Книга на мюсюлманите. Тя е къса, шест-аятна, сура, молеща Аллах за защита от Сатаната.

## Текст
Оригинален текст, транскрипция и превод:

بِسْمِ اللهِ الرَّحْمنِ الرَّحِيمِِ

114:1 قُلْ أَعُوذُ بِرَبِّ النَّاسِ

114:2 مَلِكِ النَّاسِ

114:3 إِلَهِ النَّاسِ

114:4 مِن شَرِّ الْوَسْوَاسِ الْخَنَّاسِ

114:5 الَّذِي يُوَسْوِسُ فِي صُدُورِ النَّاسِ

114:6 مِنَ الْجِنَّةِ وَ النَّاسِ

## Относно
По традиция тази сура се рецитира над болен човек или преди лягане.